# Сиянда
Сиянда (на африкаанс: Siyanda) е окръг в Република Южна Африка. Намира в провинция Северен Кейп. Главен административен център на окръга е град Апингтън.

## Население
202 161 (2001)

## Расов състав
- 64,4% – цветнокожи
- 23,7% – черни
- 11,9% – бели африканци
- 0,1% – азиатци